# Пинки Пай
Пинки Пай (англ. Pinkie Pie), полное имя — Пинкамина Диана Пай (англ. Pinkamena Diane Pie — ср. английское и латинское названия гвоздики: pink и Dianthus) — персонаж из мультсериала Дружба — это чудо. Она пони светло-розового цвета, с гривой ярко-розового цвета. Её знак отличия — три воздушных шарика: один жёлтый с голубой лентой и два голубых с жёлтой лентой. Была придумана сценаристом и мультипликатором Лорен Фауст, и озвучена актрисой Андреей Либман. Её элемент гармонии — Смех, позже- рубин.

## Биография
В эпизоде «История знаков отличия», Пинки Пай рассказывает Искателям знаков отличия о том, что она жила на каменной ферме со своими родителями и тремя сёстрами. Цвет шкур её семьи был блекло-коричневых и серых оттенков, а сами они ходили с угрюмым выражениями, пока Пинки не обнаружила свой особый талант. В этой серии показываются её родители Игноус Рок Пай и Клауди Кварц и сёстры Марбл Пай и Лаймстоун Пай; в сериях «Гордость Пинки» и «Мод Пай» показывается ещё одна её сестра, а полностью её семья показывается в серии «Разбивающие сердца».
Когда звуковая радуга Радуги Дэш расчистила небо и нарисовала радугу в небесах, звуковая волна от неё завила волосы Пинки, придав им характерную волнистость. Звуковая радуга, свидетельницей которой она стала, заставила её улыбнуться, и она решила посвятить свою жизнь тому, чтобы делать всех пони счастливыми и устраивать вечеринки. Когда она пригласила на свою самую первую вечеринку свою семью, то мать назвала её полное имя — «Пинкамина Диана Пай». После того, как они присоединились к Пинки, они начали неуверенно улыбаться и, в конце концов, с радостью поучаствовали в её вечеринке. Искатели знаков отличия так и не смогли понять, была ли история правдивой или нет, поскольку Пинки закончила рассказывать её возгласом «Вот так появилась Эквестрия!», добавив: «Возможно, на обратном пути я расскажу вам, как появился мой знак отличия. Это очень интересно».

## Описание персонажа
Пинки Пай живёт и работает в «Сахарном Дворце» — кондитерской в Понивилле, помогая Мистеру и Миссис Пирожок в делах и присматривая за их детьми. Пинки Пай обожает вечеринки и устраивает их для других пони. Она знает всех в городе и помнит все дни рождения и вкусы других пони. По характеру Пинки Пай неудержима, полна энтузиазма, беззаботна, болтлива, весела и смешлива, но при этом она имеет фотографическую память. Она сочиняет и исполняет большое количество песен. У Пинки есть беззубый маленький питомец-аллигатор по кличке Зубастик (Gummy). Она часто разряжает ситуации в сериале своими комическими выходками и совершает поступки, которые не поддаются логике, например, её «надувные» волосы и «уничтожение четвёртой стены». Лорен Фауст решила, что «только Пинки Пай может делать определённые безумные трюки, тогда как остальные персонажи не могут». Жеребёнок, имеющий общий с Пинки Пай дизайн показывается во время рассказа Рарити в эпизоде «История знаков отличия» стоящим третьим слева от сцены, наряженным в костюм шоколадного торта. Другое повторное использование элементов из прошлого — это музыка, которая играет на первой вечеринке Пинки Пай, являющаяся той же самой мелодией, которую Пинки использовала против параспритов в эпизоде «Незваные гости».
В серии «Пинки Эппл Пай» Пинки высказывает гипотезу о том, что она дальняя родственница Эпплджек, но правду так и не узнаёт.
Пинки имеет свой собственный вид клятвы: «Я закрыла рот на замок, выкопала ямку, закопала туда ключ, а на этом месте построила дом». Искорка читает эту клятву в серии «Секреты дружбы», Эпплджек в серии «Пропажа», а Пинки в серии " Спайк к вашим услугам". И все главные персонажи (кроме Искорки) — в серии «Принцесса Искорка. Часть 1». Пинки принимает эти клятвы очень серьёзно. Пример того, что она преследует Искорку в той же серии, или Эпплджек, когда Пинки считает она нарушила обещание. Когда она кричит на Эпплджек из-за этого, её голос приобретает почти демоническое эхо. При съемке крупным планом, её зрачки становятся золотисто-жёлтого и ярко-красного, в резком контрасте с её, обычно, голубыми глазами. А потом все главные персонажи ( кроме Пинки) - в серии " Королевство Искорки часть 1"  Пинки все проблемы решает.
Зубастик — питомец Пинки Пай, беззубый аллигатор, который впервые показывается в «Интуиция Пинки». Пинки постоянно говорит ему о своих чувствах и происходящих событиях в серии «День рождения». Она празднует свой день рождения на следующий день, после его. В этом же эпизоде он появляется рядом с ней, одетый во множество разных костюмов. Пинки выражает свою любовь к Зубастику в серии «Только для любимцев» и целует его в серии «Потерянное сокровище Гриффонстоуна».

## Создание образа
Дизайн Пинки Пай основан на одноимённой пони из третьего поколения (G3). У пони третьего поколения был розовый окрас с более светлой гривой и хвостом. Её знаком отличия были три воздушных шарика с изогнутыми верёвочками. В настоящее время знак отличия Пинки Пай совпадает с тем, который имела пони-пегас из первого поколения по имени Сюрприз (Surprise). Лорен Фауст опубликовала концепт-арт с Сюрприз, которая была сильно похожа на Пинки Пай, только с использованием жёлтой цветовой схемы и крыльями пегаса. Позже Пинки Пай стала земной пони, а её крылья «отдали» Флаттершай.
Среди идей, которые были у Лорен, но не были воплощены в сериале, была способность Пинки приобретать состояние «Sugar Rush» («Сахарный рывок») при поедании большого количества сладкого, из-за чего она регулярно сносила входную дверь в «Сахарном Дворце», а Мистеру и Миссис Пирожок приходилось её чинить каждую неделю. Эта способность является отсылкой к главному герою сериала «Фостер: Дом для друзей из мира фантазий» — Мэк, у которого от сахара появлялась гиперактивность.
В аудиокомментариях к эпизоду «Последний день зимы» на DVD первого сезона было констатировано, что Лорен Фауст решила, что «только Пинки Пай может делать определённые безумные трюки, тогда как остальные персонажи не могут»
В ранних эпизодах Фауст работала, чтобы изобразить Пинки как «свободного духа», чтобы решить проблемы персонажа, которого считают слишком «гиперактивным» и «легкомысленным». По мере того, как творческая команда чувствовала себя более комфортно с характером и юмором Пинки, она стала «по-настоящему чрезмерно странной и граничащей с сумасшедшей, со своей странной мультяшной магией».
Волосы Пинки объёмные и кудрявые, когда она в хорошем настроение, и становятся «плоскими» и прямыми в очень плохом.
Согласно официальному аккаунту в Twitter и странице в Facebook день рождения Пинки — 3 мая.

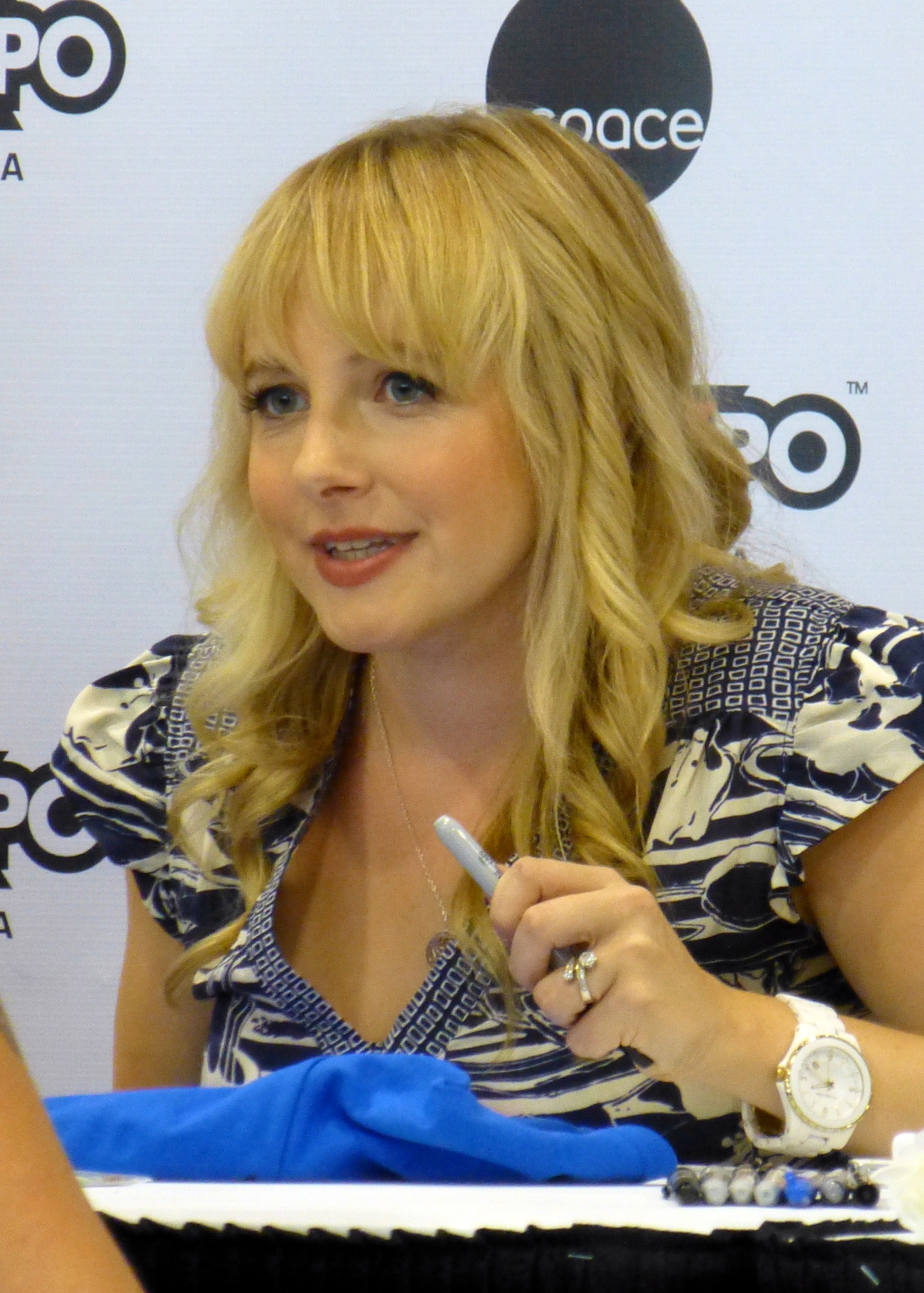
Андрея Либман, голос Пинки Пай